# دحل أبو خرجين
دحل أبو خرجين أو نضو أبو خرجين هو أحد الدحول الواقعة جنوب الصمان في المنطقة الشرقية في السعودية.